# خط الريحان

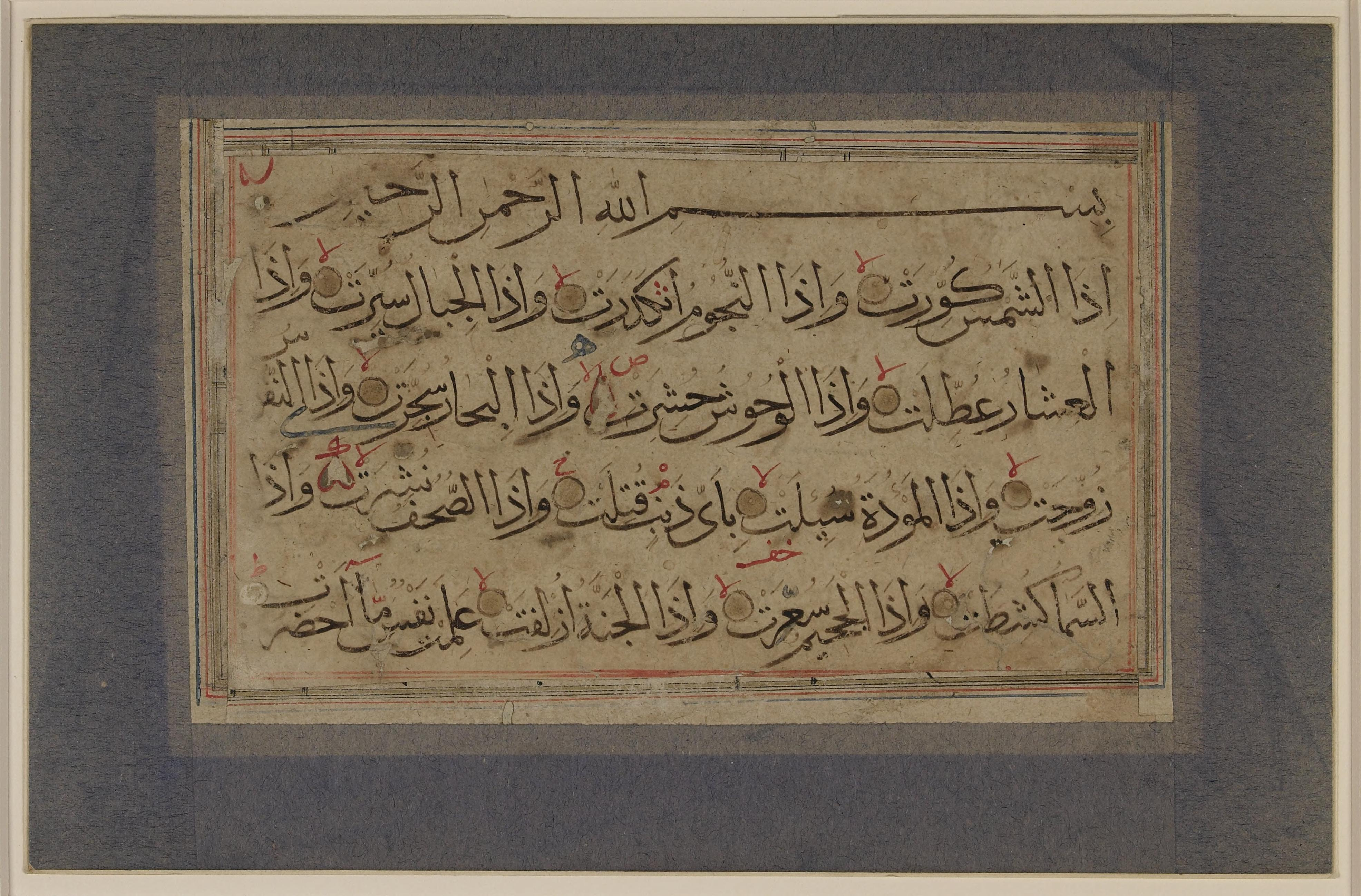
نموذج من الخط الريحاني

خط الريحان أو الخط الريحاني هو خط عربي تطول فيه الألف واللام مثل أعواد الريحان.
طوره ووضع موازينه الخطاط ابن البواب.